# اچ‌ام‌اس سلطان (۱۸۰۷)
اچ‌ام‌اس سلطان (۱۸۰۷) (به انگلیسی: HMS Sultan (1807)) یک کشتی بود که طول آن ۱۷۵ فوت (۵۳ متر) بود. این کشتی در سال ۱۸۰۷ ساخته شد.